# Paatos
Paatos war eine schwedische Progressive-Rock-Band, die aus den Gruppen Landberk und Ägg hervorging. Die meist von Huxflux Nettermalm geschriebenen Song-Texte sind in Englisch, wobei das auf Schwedisch gesungene Stück Téa (Text: Turid Lundqvist) eine Ausnahme bildet. Wie auf ihrer Facebook-Seite in einem Eintrag vom 11. Mai 2016 zu lesen ist, hat sich Paatos mittlerweile aufgelöst.

## Besetzung
- Petronella Nettermalm (Gesang, Violoncello)
- Ricard Huxflux Nettermalm (Schlaginstrumente, Programmierung, Tasteninstrumente und Gesang)
- Peter Nylander (ab "Kallocain", Gitarre)
- Stefan Dimle (bis "Sensors") (Bass)
- Johan Wallén (bis "Sensors") (Tasteninstrumente)
- Reine Fiske (bis "Timeloss", Gitarre)

Des Weiteren wirkten Anders Bergman (Violine), David Wilczewski (Flöte), Jonas Wall (Saxophon), Micke Sörensen (Trompete) und Per Kristensson (Posaune) an den Veröffentlichungen mit.

## Diskografie
- 2001: Perception / Téa (7"-Single, auf 600 Stück limitiert, erschienen beim Label Mellotronen, das von Paatos-Mitglied Stefan Dimle geführt wird)
- 2002: Timeloss (Album, erschien ursprünglich auf dem Label Mellotronen, 2004 wurde es aufgearbeitet und von InsideOut sowie dem japanischen Label Arcàngelo erneut herausgegeben)
- 2004: Kallocain (sowohl bei InsideOut als auch bei Belle Antique (Japan) gibt es eine "Special Edition" mit einer DVD-Video)
- 2006: Silence of Another Kind
- 2008: Sensors (live)
- 2011: Breathing (erschienen bei Glassville Records)
- 2012: V
- 2025: Ligament